# Mitragyna rotundifolia
Mitragyna rotundifolia là một loài thực vật có hoa trong họ Thiến thảo. Loài này được (Roxb.) Kuntze mô tả khoa học đầu tiên năm 1891.